# Antilibéralisme
Ne doit pas être confondu avec Illibéralisme.
L'antilibéralisme est un terme désignant des courants de pensée hétérogènes qui ont en commun leur opposition au libéralisme ou à l'une de ses formes.
En France, le sens du mot « libéralisme » a beaucoup évolué depuis le XIXe siècle : la critique du libéralisme, d'abord venue des courants contre-révolutionnaires, s'est progressivement élargie au discours de la gauche anticapitaliste par la dénonciation du libéralisme économique.
Au Royaume-Uni, les conservateurs et réactionnaires défendent le laisser-faire économique et la propriété privée mais refusent avec véhémence l'étiquette « libéral », considérée par eux comme de gauche. La comparaison entre libéraux classiques (le centre politique aujourd'hui) et une partie de l'extrême droite s'arrête d'ailleurs sur la défense du capitalisme. Certains défenseurs du capitalisme adhèrent souvent au darwinisme social et rejettent les idées libérales.
Il arrive, de façon ponctuelle, qu'une personnalité politique se déclare « antilibérale » mais, le plus souvent, il s'agit d'un terme de dénigrement employé par les partisans du libéralisme.

## Courants de l'antilibéralisme

### Racines françaises de l'antilibéralisme auXVIIIesiècle

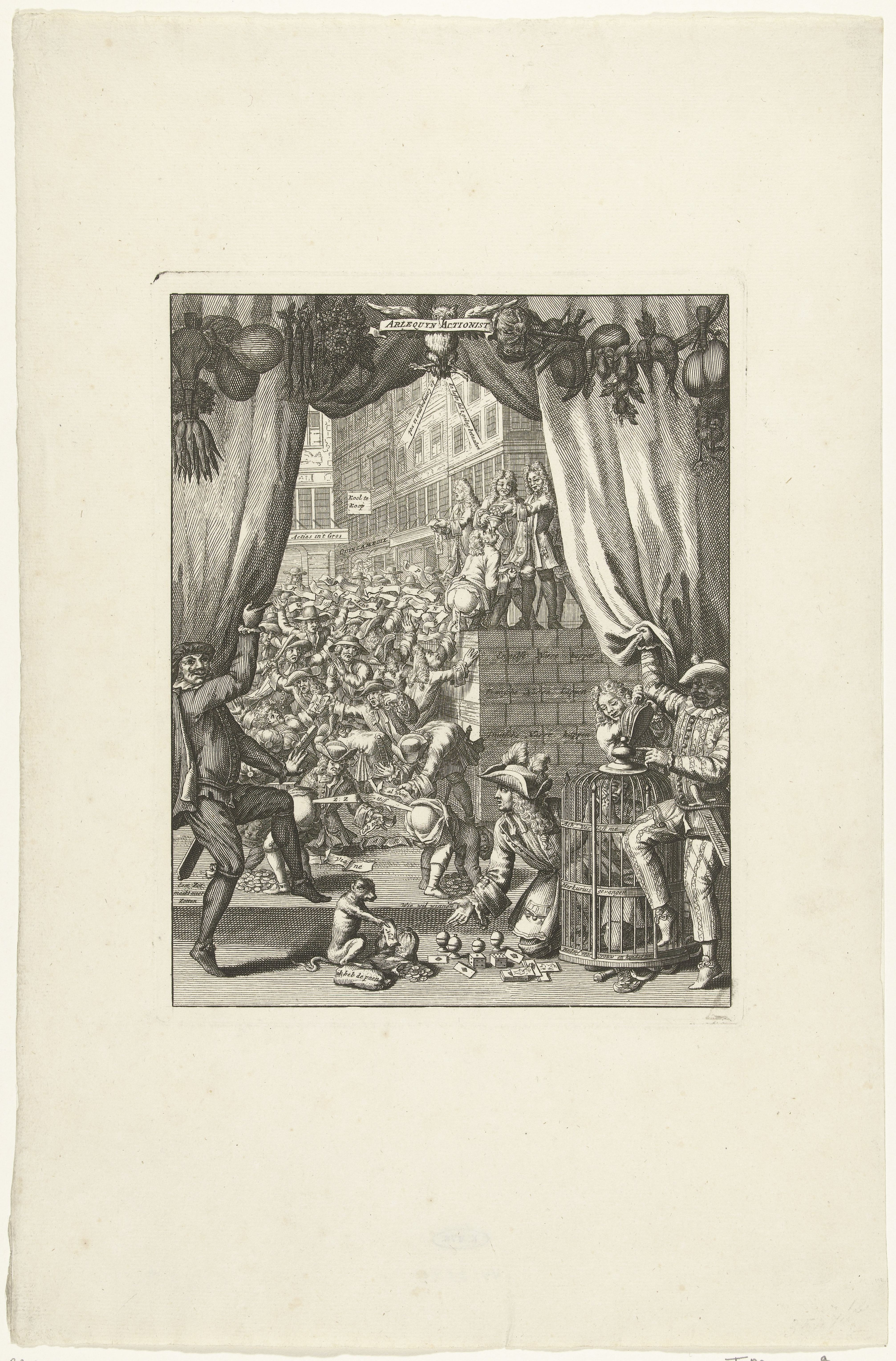
« Arlequin actionnaire » : la faillite du système de John Law en 1720 suscite, en France, une méfiance durable envers les marchés financiers. Gravure satirique hollandaise, 1720.

Par leur nature même certaines doctrines s'opposent au libéralisme en tant que liberté de l'individu. Par exemple le libéralisme s'est historiquement construit contre l'absolutisme, ce système politique étant par nature antilibéral. L'antilibéralisme est au départ une réaction de la noblesse contre la bourgeoisie et la minorité protestante. Il s'agit de s'opposer à la liberté religieuse, à la liberté politique (les Lumières au XVIIIe siècle) et à la liberté de commerce.
Sous la Régence, John Law essaie d'installer une monnaie fiduciaire (billets de banque), afin d'endiguer l'endettement du royaume de France, mais s'attire des inimitiés au sein de la noblesse, jalouse de ses privilèges. Son idée échoue à cause d'une spéculation agressive sur sa monnaie. C'était une première tentative de libérer l'économie. Avec l'importance que prennent les Manufactures au XVIIIe siècle, les corporations sont sur le déclin ; le grand capital se développe au détriment de la petite bourgeoisie. Le libéralisme apparait comme entité politique (l’État moderne) avec les révolutions américaines et française. La droite contre-révolutionnaire apparaît en réaction à la Révolution à la fin du XVIIIe siècle et s'exprime en soulèvement armé avec les Vendéens et les chouans.

### Monarchistes

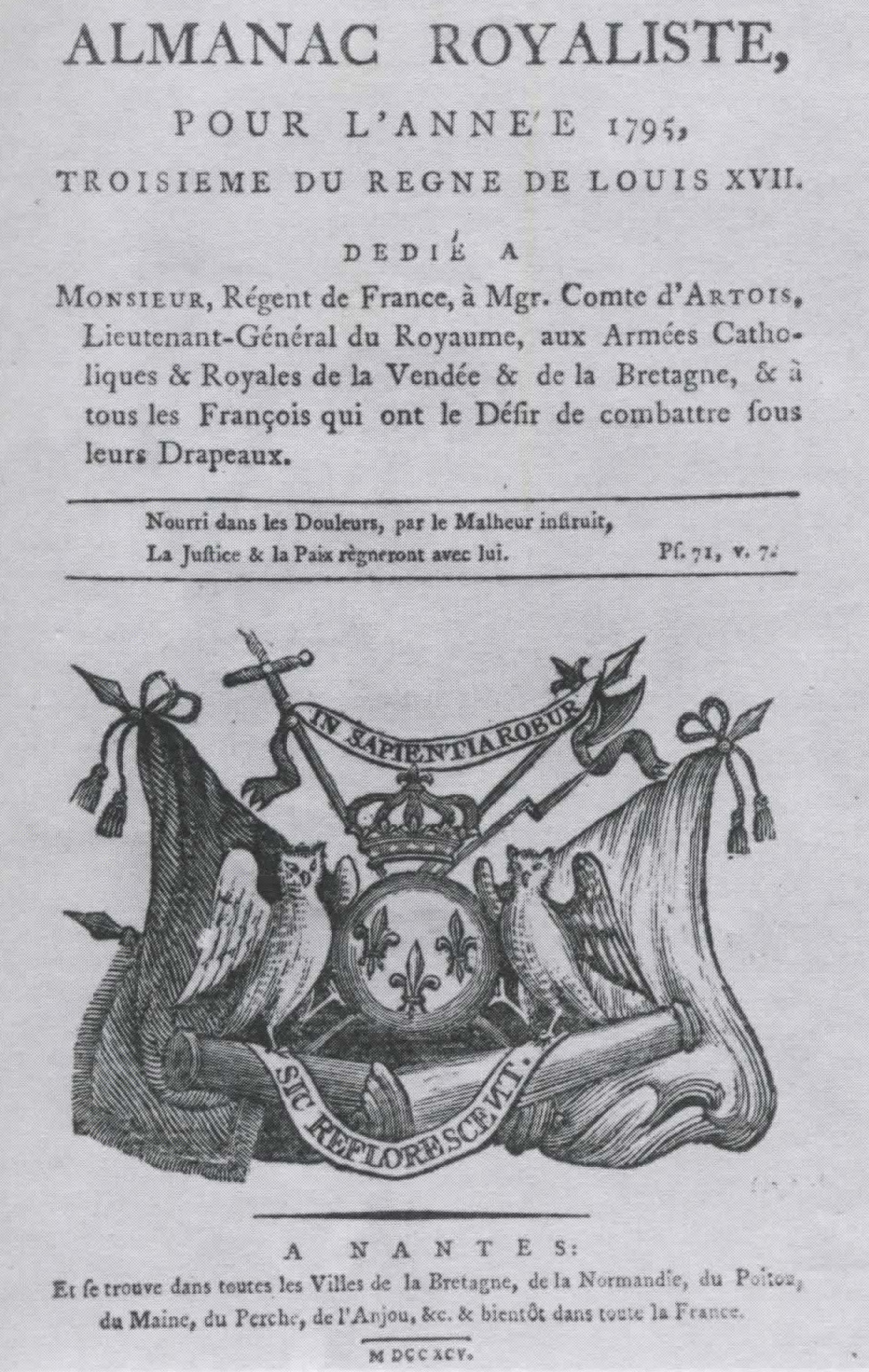
Almanach royaliste français de la Chouannerie daté de la « troisième année du règne de Louis XVII », 1795.

L'historien Zeev Sternhell, en ne s'intéressant qu'au libéralisme politique, et non pas au libéralisme social, unifie ces courants dans un mouvement antilibéral des « antilumières », qu'il fait aller de la Révolution française jusqu'aux néoconservateurs contemporains.
En France, les principes révolutionnaires de 1789 qui ont renversé la monarchie, vont être combattus par des clercs, des laïques et des organes proches de l'Église catholique romaine : l'abbé Augustin Barruel (1741-1820), le cardinal Pie (1815-1880), Jean Gaume (1802-1879), Louis de Ségur (1820-1881), Ernest Jouin (1844-1932) et la Revue internationale des sociétés secrètes (1912-1922) vont prêcher une doctrine appelée l'« école antilibérale ».
Le philosophe Antoine Blanc de Saint-Bonnet (1815-1880) s'affirme antilibéral tant en économie qu'en politique : il s'oppose à l'industrialisme, au libéralisme, à la démocratie et au socialisme. 
Ce courant a une certaine importance à la veille de la Première Guerre mondiale, avec par exemple l'abbé Emmanuel Barbier (1851-1925), qui fonde et dirige la revue Critique du libéralisme religieux, politique (1908-1914).
Selon Stephen Holmes (en) auteur de The Anatomy of antiliberalism, un des inspirateurs de cette tendance remonte en France est le Savoyard Joseph de Maistre (1753-1821) qui considère l'inquisition comme une institution « bonne et douce ».
En Espagne, le carlisme (né en 1833) est historiquement l'un des plus importants représentants du courant catholique, traditionaliste et antilibéral.

Vue d'Europe de l'Ouest, l'autocratie des tsars de Russie était la plus pure représentante de l'antilibéralisme. Flaubert écrivait par exemple :
« Il m'a été dit, il y a cinq ou six ans, un mot profond par un Polonais, à propos de la Russie : « Son esprit nous envahit déjà ». Il entendait par là l'absolutisme, l'espionnage, l'hypocrisie religieuse, enfin l'antilibéralisme sous toutes ses formes. » Flaubert, Correspondance, 1854, p. 39.

### Catholiques

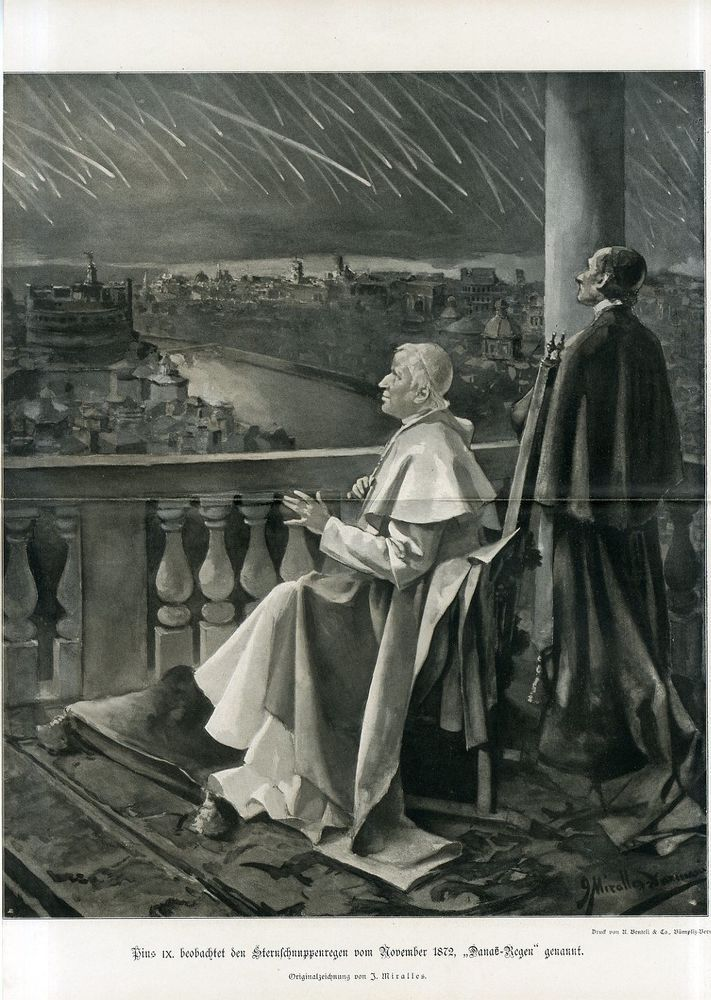
Pie IX contemplant la pluie de météores de 1872, dessin de José Miralles-Darmanin, v. 1872.

Au XIXe siècle, l'Église catholique est majoritairement monarchiste et contre-révolutionnaire malgré l'émergence d'un « socialisme chrétien » représentés en France par La Mennais, Henri Lacordaire et Charles de Coux qui, en 1831, lancent l'idée d'une internationale catholique et libérale.
Le 15 août 1832, le pape Grégoire XVI publie l'encyclique Mirari vos qui condamne le catholicisme libéral en jugeant « maxime fausse et absurde » voire de « délire » la liberté de conscience, consubstantielle au libéralisme. En 1848, le pape Pie IX s'oppose au « Printemps des peuples » et au mouvement pour l'unité italienne. Chassé de ses États par la proclamation de la  République romaine, puis rétabli par l'intervention française, il dénonce le libéralisme comme une subversion. Il publie le 8 décembre 1864 l'encyclique Quanta cura complétée par le Recueil des erreurs (Syllabus errorum) qui dénonce les « erreurs de notre temps ». Il condamne en 80 propositions le libéralisme, le rationalisme, le gallicanisme, le naturalisme. Le premier concile du Vatican, ouvert le 8 décembre 1869, confirme cette orientation antilibérale : il impose le dogme de l'infaillibilité pontificale et renforce le centralisme de l'Église malgré l'opposition de 57 évêques allemands et français.
Le catholicisme conservateur s'oppose au monde capitaliste, industriel et démocratique et développe une image idéalisée de la chrétienté médiévale et de l'ordre des corporations. En 1891, l'encyclique Rerum novarum du pape Léon XIII pose les fondements du catholicisme social : il dénonce la misère ouvrière et l'égoïsme capitaliste tout en rejetant le socialisme. Il maintient les interdits de Pie IX et formule des réserves visant la liberté des cultes et celle de la presse mais, contrairement à lui, encourage les catholiques à participer à la vie publique : les partis catholiques qui se développent en Europe à la fin du XIXe siècle sont d'inspiration « antilibérale et sociale ». En France, dans les années 1930, cette évolution aboutit au personnalisme d'Emmanuel Mounier.
Dans l'entre-deux-guerres, les encycliques Quadragesimo Anno en 1931 et Divini Redemptoris en 1937 formulent encore une sévère critique du libéralisme sous ses trois visages, le parlementarisme, le capitalisme sauvage et la licence morale. Dans les pays catholiques d'Europe et d'Amérique, le corporatisme apparaît comme une alternative à la fois au libéralisme et au socialisme : il est adopté par des dictatures comme celle de Dolfuss en Autriche, Salazar au Portugal, Franco en Espagne, Pétain en France. En Argentine et au Brésil, le renouveau catholique des années 1920 est largement antilibéral et s'inspire des idées de l'Action catholique espagnole et des penseurs français Louis de Bonald, Joseph de Maistre et Jacques Maritain. L'antilibéralisme en Amérique latine est représenté notamment dans la Confédération ibéro-américaine des étudiants catholiques, fondée en 1931.

### Nazisme et fascisme

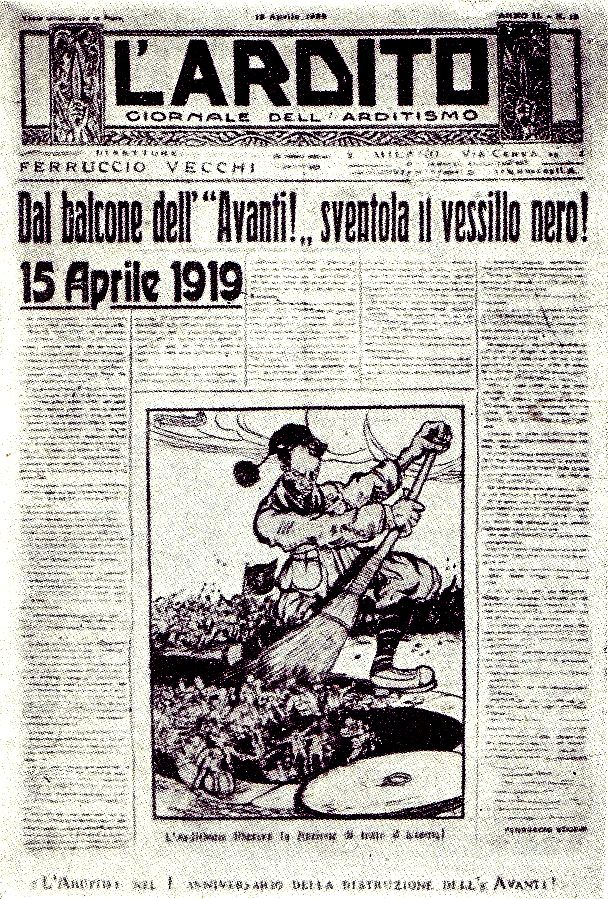
Une du journal fasciste L'Ardito célébrant l'attaque des miliciens fascistes contre le journal socialiste Avanti, 18 avril 1919.

Des tendances antilibérales se développent en Europe avant, pendant et après la Seconde Guerre mondiale :
- des personnes, comme Carl Schmitt (1888-1985), défendant une idéologie clairement antilibérale et anti-marxiste et influençant la révolution conservatrice de Weimar, vont rejoindre le parti nazi[Notes 1],[13] ;
- en Italie, à partir de 1926, le régime fasciste[14] de Mussolini s'oriente vers un retour aux corporations d’État et adopte une politique antilibérale[Notes 2] ;
- en France, pendant la Seconde Guerre mondiale, ce mouvement est incarné par la politique du gouvernement de Vichy du maréchal Pétain, qui dénonçant la « faillite universelle de l'économie libérale »[15], revient vers une économie basée sur les corporations et la ruralité avec des mesures comme la charte du travail. Cela va à l'encontre des dispositions libérales votées depuis la Révolution française (décret d'Allarde, loi Ollivier ou loi Waldeck-Rousseau). Le gouvernement de Vichy est plutôt contre-révolutionnaire que fasciste, bien qu'ayant des éléments fascistes en son sein. Il s'inspire des idées maurassiennes pour développer sa révolution nationale.

Le fascisme se caractérise par un antilibéralisme violent et virulent. L'idéal fasciste est le guerrier, l'opposé du guerrier étant l'esclave. Le guerrier est l'homme supérieur, tandis que l'esclave est forcément un inférieur. Le fasciste ne rejette pas seulement la modernité pour exalter le retour de la tradition, mais il critique également le manque de vitalité chez l'homme moderne. Aussi, le fascisme se retrouve dans le darwinisme social, le suprémacisme, le déclinisme et la défense de l'esclavage. Les partisans de cette doctrine peuvent se reconnaitre sur certains points de la morale nietzschéenne, comme la morale de maître et l'apologie de l'aristocratie guerrière. Le libéralisme défendrait les faibles et les esclaves. Le populisme défendu par le fascisme repose sur l'idéal aristocrate. Les fascistes parlent de « l'homme nouveau » (le guerrier) par opposition à l'homme « libre » et « décadent » (l'esclave). Le nazisme se concentre davantage sur la question raciale et l’antisémitisme que le fascisme mussolinien. Le fascisme est une idéologie à part entière et ne doit pas être évoqué pour généraliser l'extrême droite, dont une partie est conservatrice, contre-révolutionnaire, voire fondamentaliste (l'islamisme et le fondamentalisme chrétien par exemple). Le fascisme est souvent assimilé à tort au socialisme, à cause du national-socialisme de Hitler, mais il n'y a rien de socialiste (au sens moderne du terme selon Ian Kershaw) dans cette idéologie. Cette doctrine se fonde sur le système de corporation. À la différence de l'Ancien régime, ces corporations sont la propriété de l’État. Le caractère totalitaire du régime tient plus d'une volonté fasciste de créer un empire similaire à l'empire romain, plutôt que d'imposer l'égalité parfaite entre les individus, d'où la dénonciation de l'égalitarisme et la lutte contre les asociaux. Il faut rappeler que les fascistes méprisent violemment les socialistes, quitte à les assassiner brutalement (assassinat du député socialiste Matteotti, par exemple).

### L'égoïsme anarchiste selon Max Stirner
Max Stirner est le défenseur d'un égoïsme radical. Il rejette la morale des Lumières et le libéralisme qui ne font qu'introduire une nouvelle forme de contrainte par l'impératif kantien et la rationalité. En fait, sa théorie de l'Égoïste, au-dessus de la morale et des règles sociales, n'a eu qu'un écho marginal : les auteurs présentés comme proches de Stirner ne le citent jamais ou uniquement pour s'en démarquer. Ainsi, Michel Foucault, malgré des similitudes apparentes de pensée, ne le cite pas une seule fois. L'une des lectrices de Stirner, l'anticonformiste britannique Dora Marsden, va jusqu'à dire que l'Égoïste est un « archiste »,.

### Extrême droite anglo-saxonne
L'extrême droite anglo-saxonne se réclame de la vieille droite maccarthiste. Elle rassemble les paléoconservateurs, les suprémacistes, les conservateurs traditionnels, les néo-réactionnaires (ne pas confondre avec les néo-réactionnaires français) et l'alt right. En revanche, la défense du laissez-faire capitaliste ne fait pas l'unanimité au sein des conservateurs, notamment chez les post-libéraux, les paléoconservateurs et certains suprémacistes proches des nazis. L'extrême droite anglo-saxonne insiste sur le droit privé plutôt que sur le droit commun. Hans-Hermann Hoppe dit même que le système anarcho-capitaliste n'est pas opposé à l'absolutisme et à la féodalité ; il adhère à la logique du pouvoir souverain de Thomas Hobbes. L'extrême droite défend généralement l'esclavage, le racisme, rejette les Lumières, l’État de droit et les droits civiques. Elle ne fait pas exception chez les anglo-saxons.
En France, les membres conservateurs anglo-saxons sont qualifiés d'ultralibéraux, mais c'est mal comprendre ce que représente le libéralisme (voir ultralibéralisme). Pour l'extrême droite anglo-saxonne, le libéralisme (socialistes, centristes et néoconservateurs) est bien l'ennemi à abattre. Si les premiers libéraux se méfient de la démocratie, l'extrême droite méprise ce régime politique, qu'il soit libéral ou pas. Elle est favorable à une élite aristocrate. Toutefois, les libéraux classiques (le centre, les whigs, les girondins, etc.), dans la lignée de John Locke et de Montesquieu, en appellent quand même à la séparation des pouvoirs pour éviter un pouvoir fort et à un régime mixte entre la démocratie et l'aristocratie. La rhétorique anti-impôt et la défense des petites entreprises contre les monopoles peuvent rapprocher ces conservateurs du poujadisme français et du populisme. Toutefois, les paléoconservateurs, comme les poujadistes réclament effectivement la protection de l’État contre la mondialisation, alors que d'autres (les paléolibertariens) souhaitent la disparition pure et simple de l’État, au nom du laissez-faire. D'un autre côté, les libertariens se réclament de l'école autrichienne d'économie, défendent les droits civiques, le droit des peuples à disposer d'eux-mêmes, l'utilitarisme ou le droit naturel et réprouvent la guerre et l'esclavage (même volontaire). En revanche, ils réprouvent de nombreuses mesures libérales et se rapprochent de la droite religieuse sur beaucoup de points. Le libertarianisme, comme le libéral-conservatisme, peut être considéré comme un croisement entre le libéralisme et le conservatisme, donc à la fois libéral et antilibéral.

### Individualiste aristocrate
Les individualistes aristocrates rejettent l'humanisme universaliste et les valeurs libérales et égalitaires de la Révolution française. Il s'agit d'un courant littéraire apparaissant à la deuxième moitié du XIXe siècle. Il se développe par la suite dans le cinéma. Cet individualisme se différencie de l'égoïsme stirnerien par la recherche d'une morale supérieure et d'une vertu aristocrate. Le but poursuivi par ces anti-conformistes est de se hisser intellectuellement et moralement au-dessus du troupeau. La liberté est réservée à une minorité disciplinée et autonome. Il n'est pas question de concéder des « droits » au peuple, au risque de voir poindre la sédition et l'instabilité politique. Ainsi, L'aristocrate estime que l'individu d'excellence doit régner sur plus faible. La démocratie est perçue comme un système politique chaotique. Cet individualisme est à l'opposé de l'individualisme libéral (jusnaturalisme, contractualisme, utilitarisme, économisme, égalitarisme) et donc de l’État de droit. Il est par conséquent critique du matérialisme et de l'hédonisme, qu'il voit comme des doctrines décadentes. L'aristocrate est anti-moderne et à ce titre, il rejette les principes modernes du travail libérateur et de la souveraineté populaire (socialisme, libéralisme, nationalisme, césarisme, populisme, romantisme, parlementarisme). Pour l'aristocrate, les sociétés aristocratiques de la Grèce antique et de la Renaissance italienne sont des modèles à suivre. Nietzsche, connu pour ses critiques de la bourgeoisie, est le penseur emblématique de ce courant de pensée.

### Altermondialisme
L'altermondialisme est un courant représentatif antilibéral, notamment par sa critique du libéralisme économique et de la mondialisation libérale.

## En France

### Origines et explications
Deux tendances s'opposent dans l'explication des mouvements d'antilibéralisme en France ; certains y voient un atavisme culturel, d'autres des raisons purement temporaires.
L'antilibéralisme français semble, si l'on prend la définition d'Élie Halévy[réf. nécessaire], d'origine politique et s'enracine dans la tradition absolutiste française qui refuse les contre-pouvoirs ou les systèmes de « checks and balances ». De sorte qu'il est loisible de se demander si certaines formes d'antilibéralisme en France n'expriment pas aussi peut-être de façon maladroite une volonté libérale d'être reconnu en tant que personne et non en tant que sujet hiérarchiquement soumis à un autre où à une organisation[pas clair]. Pour Alexis de Tocqueville le mélange de libéralisme économique et de reprise de la tradition administrative de l'Ancien Régime que les physiocrates vont transmettre à la révolution française est vu comme une des sources des problèmes français. En effet, le libéralisme classique (Necker) est à différencier des physiocrates (Turgot). Le politologue américain Ezra Suleiman, en 2006, considère que la France est le « pays de l'antilibéralisme spontané ».
À l'inverse, le philosophe Marcel Gauchet, en 2005, considère que l'antilibéralisme contemporain d'une partie de la société française exprime un « sentiment de déphasage voire de décrochage » face au monde nouveau qui est né après les Trente Glorieuses et pour lequel elle n'a aucun modèle alternatif. Dans Psychanalyse de l'antilibéralisme, en 2006, Christian Stoffaës insiste par ailleurs sur l'existence d'un héritage libéral dans la pensée française avec Frédéric Bastiat, Jean-Baptiste Say ou Jacques Rueff pour montrer que l'antilibéralisme n'a pas de fondement historique national.
S'il existe un parti antilibéral, le Parti communiste français, il n'existe pas de grand parti exclusivement libéral et l'on peut entendre des déclarations antilibérales à gauche comme à droite. Cela fait dire au politologue Philippe Raynaud, en 2006, qu'il règne un « antilibéralisme ambiant » en France.

### Dans différents courants politiques
- Si vous ne connaissez pas le sujet, laissez ce bandeau (vous pouvez alors contacter les auteurs).
- Si vous supprimez le contenu mis en cause (vous pouvez préalablement contacter les auteurs),

argumentez précisément cette suppression dans la page de discussion
(un manque de référence n'est pas un argument ; une recherche réelle de référence doit avoir été effectuée, être formellement documentée).

#### Poujadisme
Après la guerre, le mouvement poujadiste (1953-1958) du chef d'entreprise qui voyant d'un mauvais œil le fisc et la concurrence étrangère, recherche la protection étatique.[réf. nécessaire]

#### Droite gaulliste
En 2005, Jacques Chirac considérait que « le libéralisme ce serait aussi désastreux que le communisme » et ajoutait en 2007 que « le libéralisme est une perversion de la pensée humaine ». L'éditorialiste Yves de Kerdrel faisait même de Jacques Chirac le « porte-drapeau le plus résolu de l'antilibéralisme français ». En mai 2008, Bertrand Delanoë ajoutait également à propos de Nicolas Sarkozy que le « sarkozysme, ce bonapartisme modéré par la désinvolture, est profondément antilibéral ».

#### Nouvelle Droite d'Alain de Benoist
Selon l'auteur français Alain de Benoist, animateur de la Nouvelle Droite et du GRECE, le libéralisme se définit d'abord comme une doctrine économique dont le libéralisme politique n'est qu'une conséquence. Il tend à la négation des identités collectives au profit d'un marché autorégulé qui tend à réduire au minimum le rôle de l'État et des groupes sociaux. Il se fonde sur une conception individualiste : la conception holiste et organiciste qui prévalait dans les sociétés anciennes est progressivement remplacée par le modèle chrétien du rapport direct de l'individu à Dieu, puis par le modèle philosophique de la primauté de la raison individuelle chez Guillaume d'Occam et Descartes. La modernité libérale est « le processus par lequel les groupes de parenté et de voisinage, et les communautés plus larges, se désagrègent pour « libérer l'individu ». La liberté est avant tout le droit de posséder (…) ». L'homo œconomicus est vu par les libéraux comme mû avant tout par la recherche d'avantages personnels et la société n'est là que pour assurer le bon fonctionnement du marché : cette conception purement marchande des rapports sociaux tend à rendre superflus les concepts de nation et de citoyenneté, la « main invisible » du marché, selon Adam Smith, se chargeant d'assurer la prospérité générale sans intervention étatique. Les libéraux dénoncent l'« État-providence » alors que celui-ci est né pour répondre aux besoins nés du développement du marché et à la disparition des liens de solidarité communautaire.

#### Gauche et extrême-gauche
Particulièrement en France, depuis 1995, la réforme des retraites de 2003 et tout particulièrement le référendum sur le Traité constitutionnel européen (2005), un mouvement antilibéral contemporain influent s'est développé. Le mouvement altermondialiste et, pour la France, les collectifs antilibéraux, nés durant cette campagne pour le « non » européen, appartiennent à la gauche antilibérale. Ceux-ci se perçoivent le plus souvent comme une alternative à ce qu'ils appellent l'« ultralibéralisme » ou le « néolibéralisme ». Leur opposition repose principalement sur des questions économiques. Ce mouvement regroupe entre autres le PCF, les Alternatifs, une partie de la LCR, une partie des Verts voire du PS, etc. On peut également y ajouter des associations comme Attac ou la Fondation Copernic. Cet antilibéralisme est en fait bien souvent un anticapitalisme, comme le souligne le sociologue marxiste Alain Bihr. 
En 2006, Jean-Pierre Chevènement se qualifiait de « meilleur candidat antilibéral républicain », tandis que François Hollande, premier secrétaire du Parti socialiste, ajoutait : « je suis moi aussi de gauche et antilibéral ».

## Critiques de l'antilibéralisme économique

### En France
[non neutre]
Pour Michel Godet, la liberté d'entreprendre, d'échanger, de se rassembler « est à tort assimilée, en France, au capitalisme alors que, dans tous les autres pays, les libéraux sont réformistes, progressistes démocrates et opposés aux conservateurs. ».
Augustin Landier et David Thesmar estiment : « Ce qui est frappant dans ce phénomène de rejet de l’économie libérale, c'est à quel point il s’agit d’une singularité française ». Selon les deux auteurs, l'antilibéralisme français n'est pas d'origine culturelle mais est lié particulièrement à la période des Trente Glorieuses. Le libéralisme était le consensus parmi la société française avant 1945, malgré une opposition au libre-échange. La Seconde Guerre mondiale a ébranlé selon eux ce consensus et la croissance économique forte des années d'après guerre a fini de « solidifier les croyances des électeurs français dans un sens anti-libéral ». Pour autant, ces auteurs considèrent que la croissance de la période a été principalement « mécanique » en raison du retard accumulé précédemment (pendant l’entre-deux-guerres et la Seconde Guerre mondiale) et non le fruit du dirigisme, qui s'est contenté d'« orchestrer efficacement » la croissance. Cette « nostalgie » serait par exemple une des explications de la vague de nationalisations de 1981, à rebours des politiques menées dans les pays anglo-saxons à ce moment-là.
Il est à noter qu'en lien avec l'antilibéralisme politique, Landier et Thesmar soulignent le refus des dirigeants d'entreprises française de reconnaître les éventuels conflits d'intérêts, le rôle des contre-pouvoirs ils écrivent : « Le texte qui fait autorité sur les modalités de surveillance des grands patrons est l'œuvre… de grands patrons. […] La France refuse de reconnaître explicitement les potentiels conflits d'intérêts auxquels peuvent faire face, même en toute bonne foi, les membres de l'élite dirigeante ».
Le journal Enjeux les Échos considère également que l'antilibéralisme est une spécificité française, due à des peurs injustifiées et très éloignées de ce qu'est le libéralisme. La journaliste Marie-Paule Virard écrit ainsi qu'« il n'y a guère qu'en France que le libéralisme soit à ce point accusé de tous les maux contemporains. Et tant pis si tout cela n'a que peu à voir, en définitive, avec les fondements de la philosophie libérale ».
L’économiste Gilles Saint-Paul insiste sur l'importance des croyances opposées au libéralisme et sur leurs mécanismes de transmission : selon lui, la France se caractérise par des « perceptions populaires négatives sur l’économie de marché. Il existe un système de croyances qui augmente les résistances aux réformes. Ces croyances se reproduisent par le biais des institutions – le système éducatif et la presse ». Il souligne ainsi qu'aux élections présidentielles de 2002, 72 % des enseignants avaient exprimé des intentions de vote pour un candidat de gauche, dont 13 % pour les candidats dits « marxistes » (contre respectivement 42,89 % et 13,81 % réellement constatés sur l'ensemble de la population).
En France et en Allemagne, des manuels scolaires diabolisent le monde de l'entreprise, et les écoles auraient « aidé à ancrer dans les têtes une sérieuse aversion envers l’économie de marché »,. Le socialiste Michel Rocard regrette « l’inculture économique de la France en général » et évoque les « conversations d’il y a deux ou trois ans avec quelques élèves en fin de scolarité secondaire qui avaient hérité de leur courte fréquentation de l’économie une vision dont le degré d’abstraction et de dogmatisme était interdictif de toute utilisation dans la pratique sociale ».
Cet antilibéralisme peut avoir des conséquences négatives[non neutre] ; pour Nicolas Baverez, « l’antilibéralisme est un fléau qui se trouve au principe du déclin et de la régression de la France ». Pour le journal suisse Le Temps, « de droite comme de gauche, l'antilibéralisme français bloque l'Hexagone ». Des philosophes comme Monique Canto-Sperber ou Bernard-Henri Lévy sont également critiques de la notion d'antilibéralisme développée actuellement, considérant qu'elle empêche la gauche de se livrer à son aggiornamento et de revendiquer sa part de l'héritage libéral.
Le philosophe français Jean-François Revel déclare en 2000 que l'hostilité contemporaine au libéralisme est liée à une volonté de « réhabilitation posthume de l'utopie socialiste ».
L'écrivain et essayiste Guy Sorman insiste sur la différence entre le libéralisme et ce que les antilibéraux caractérisent comme tel. En avril 2007 il déclarait ainsi : « L'antilibéralisme sauvage n’a qu’un rapport lointain avec le libéralisme français de la même manière que l’antisémitisme a peu de relation avec les juifs et que l’antiaméricanisme est très distant des États-Unis réels. Cet antilibéralisme, comme un fantasme, décrit celui qui le profère, mais ne nous informe en rien sur la tradition libérale française ». Il ajouta par la suite que, selon lui, « l'antilibéralisme est toujours une catastrophe, tandis que le libéralisme marche, en islam ou pas ».

### Autres pays
Pour Ludwig von Mises, économiste de l'école autrichienne d'économie qui s'exprimait en 1927 dans Libéralisme, les raisons « psychologiques » de l'antilibéralisme sont de deux ordres :
- le ressentiment envers ceux qui auraient mieux réussi, sentiment auquel les arguments rationnels peuvent répondre ;
- le « complexe de Fourier » ; Mises nomme par là ce qu'il considère être une névrose due à une ambition déçue et à la fuite dans le monde meilleur d'une idéologie utopique.[non neutre]

Cette analyse n'explique pas les idées antilibérales de l'extrême droite et des individualistes rebelles, mais peut se défendre pour l'extrême gauche et les fondamentalistes religieux. D'ailleurs Mises et Hayek sont responsables de l'idée d'opposition entre socialisme et libéralisme, ce qui élimine de nombreuses tendances antilibérales opposées à juste titre au socialisme. Le socialisme représente l'aspect social du libéralisme. Il ne faut pas le généraliser au marxisme, qui se démarque des autres courants du communisme par son antilibéralisme. Le communisme et le socialisme sont synonymes dans la première moitié du XIXe siècle.
Pour l'historien israélien Zeev Sternhell, l'antilibéralisme est dangereux pour la gauche ; en effet, « se dire antilibéral, ce n'est pas seulement se proclamer anticapitaliste mais se dire en même temps opposé aux valeurs libérales ».
Pour les économistes italiens Alberto Alesina et Francesco Giavazzi, la gauche, en particulier en France, doit apprendre à « aimer le libéralisme », même et surtout dans ses implications économiques car selon eux le libéralisme lutte contre les rentes et les privilèges, et ainsi défend les « outsiders ».
L'écrivain péruvien Mario Vargas Llosa ajoute que l'antilibéralisme est le point de jonction entre l'extrême droite et l'extrême gauche et considère que la gauche dans son ensemble, par son hostilité répétée au libéralisme érigé en « bouc émissaire », a fait renaitre une extrême droite antilibérale et réactionnaire. En outre, l'antilibéralisme est vu par Vargas Llosa pour certains milieux intellectuels comme un succédané à l'idéologie communiste défunte.